# 汪宗禮
汪宗禮（1440年—？），字敬夫，直隸太平府繁昌縣人，軍籍，明朝政治人物。成化戊戌進士。

## 生平
正統五年庚申（1440年）十二月十三日生，早年入國子監，成化元年（1465年）舉乙酉科應天府鄉試第七十三名。三十九歲中式成化十四年（1478年）戊戌科會試第六十四名，殿試登進士第三甲第一百三十名。授濬縣知縣。以最考擢廣東道監察御史。卒於官。

## 家族
曾祖父汪興。祖父汪思智。父亲汪潤，曾任河泊所官。母潘氏。慈侍下。兄宗經。弟汪宗器（成化甲辰進士）、宗範、宗文、宗章。娶吴氏